# Tuo Jiang
Der Tuo Jiang (chinesisch 沱江, Pinyin Tuó jiāng) ist ein Nebenfluss des Jangtsekiang im Osten der Provinz Sichuan in der Volksrepublik China, in den er auf dem Gebiet von Luzhou mündet.